# Людвиг фон Гольцґетан
Людвиг фон Гольцґетан (нім. Ludwig Freiherr von Holzgethan; *1 жовтня 1800, Відень, Ерцгерцогство Австрія, Священна Римська імперія — †12 червня 1876, Відень, Австро-Угорщина) — австро-угорський державний діяч, заміщав посаду міністр-президента Цислейтанії в 1871. Барон (1865).

## Біографія
Вступив на державну службу в 1831, працював в сфері фінансів. З 1846 працював в податковому відомстві — в Відні, Трієсті, Лінці, Ріді. З 1850 працював в Вероні. З 1852 фінансовий префект Венеції, керівник фінансового управління Ломбардо-Венеціанського королівства.
4 квітня 1855 призначений міністерським радником і фінансовим префектом в Венеції, одночасно нагороджений Австрійським Королівським орденом Леопольда, зведений у лицарське звання. З 1860 — таємний радник, член Таємної державної ради, командор ордена Леопольда. 31 грудня 1865 удостоєний чину барона і призначений членом Палати панів Рейхсрата. Отримав посаду помічника статс-секретаря, заступника міністра фінансів Іґнаца фон Пленера, став членом Державної ради.
У 1870 очолив міністерство фінансів Цислейтанії. з 30 жовтня по 25 листопада 1871 виконував обов'язки міністр-президента Цислейтанії. У січня 1872 призначений загальноімперським міністром фінансів Австро-Угорщини і займав цей пост до самої смерті в 1876.